# Carpias serricaudus
Carpias serricaudus är en kräftdjursart som först beskrevs av Menzies och Peter W. Glynn 1968.  Carpias serricaudus ingår i släktet Carpias och familjen Janiridae. Inga underarter finns listade i Catalogue of Life.